# Parque nacional de Biogradska Gora
Biogradska Gora es un bosque y un parque nacional en Montenegro dentro del municipio de Kolašin.

## Ubicación
Biogradska Gora se encuentra en la región montañosa de Bjelasica en la parte central de Montenegro entre los ríos Tara y Lim, y está rodeado por tres municipios: Kolašin, Berane y Mojkovac.

## Parque nacional Biogradska Gora
El parque nacional tiene una superficie de 54 km². Elementos básicos del parque son: bosque primigenio, grandes laderas montañosas y cumbres por encima de los dos mil metros sobre el nivel del mar, seis lagos glaciares, cinco a una altitud de 1.820 m s. n. m. y uno fácilmente accesible lago de llanura justo a la entrada del parque, el lago Biograd. Rápidas corrientes atraviesan el paisaje de Biogradska Gora, pastos verdes y claros lagos reflejan bosques centenarios. El parque destaca como una región geomorfológica única y, como tal, es atractiva para la investigación científica. La sede del parque está en Kolašin. Puede encontrarse herencia cultural e histórica en el parque, formado por edificio nacional de monumentos sagrados y localidades arqueológicas. Numerosos edificios auténticos de arquitectura tradicional se encuentran en los pastos y en los pueblos cercanos a la reserva de bosque virgen en la cordillera Bjelasica. 

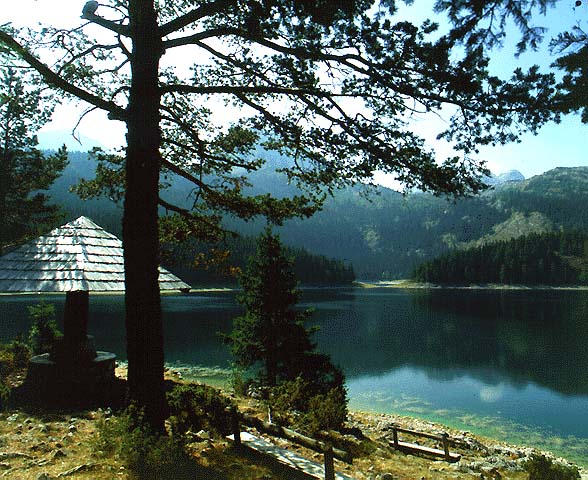
Lago Biograd.

## Ecología
Aunque es el más pequeño de los cuatro parques nacionales en Montenegro, el parque nacional Biogradska Gora contiene gran diversidad de flora y fauna. Hay 26 hábitats diferentes de plantas con 220 plantas distintas, 150 tipos de aves y 10 clases de mamíferos vivos en este parque y en su bosque, hay 86 clases de árboles y arbustos. En las aguas del parque existen tres tipos de truchas y 350 clases de insectos. 
Lo que hace único a este parque nacional es su bosque primario, Biogradska Gora (16 km²) con árboles de más de quinientos años de edad. En el núcleo del bosque virgen de Biogradska es el lago Biogradsko, el mayor lago glaciar en este parque nacional. La especie de planta más común alrededor del lago es el haya, el arce sicómoro y el fresno europeo, y en las laderas hayas y abetos plateados.

## Historia del parque
Cuando Kolašin se libró del gobierno turco en 1878, la gente de Morača y Rovca regaló una parte del bosque al rey Nikola I Petrović-Njegoš de Montenegro. Este bosque era conocido como "Branik Kralja Nikole" y fue protegida. Biogradska Gora fue proclamada parque nacional en 1952.

## Acontecimientos históricos
En las cercanías del parque nacional, tuvo lugar una batalla entre los turcos por un lado y los montenegrinos y serbios por el otro lado. Hubo también importantes batallas que se lucharon en la primera guerra balcánica de 1912 y esta región representaba el centro de actividades de partisanos en la Segunda Guerra Mundial. Durante años, los pastores habían usado ricos pastos en esta región para que pastasen las ovejas y el resto del ganado. Estas laderas aún se usan como pastos y los visitantes al parque pueden disfrutar de la hospitalidad de los pastores en sus casas de verano.